# سابین ایلیا
سابین ایلیا (انگلیسی: Sabin Ilie؛ زادهٔ ۱۱ مهٔ ۱۹۷۵) بازیکن سابق فوتبال اهل رومانی است که در پست مهاجم در رومانی، ترکیه، اسپانیا، آلمان، مجارستان، چین و یونان بازی کرد.
وی همچنین در تیم ملی فوتبال زیر ۲۱ سال رومانی بازی کرده‌است.